# Lucida Sans Unicode

Пример текста, набранного Lucida Sans Unicode

Lucida Sans Unicode — OpenType шрифт, разработанный в студии Bigelow & Holmes для поддержки большинства символов, определённых стандартом Unicode версии 1.0. Это вариант шрифта без засечек Sans, входящий в семейство Lucida. с поддержкой символов латинского, греческого алфавитов и кириллицы, а также всех букв, входящих в Международный фонетический алфавит.
Это первый юникод-шрифт. Он был разработан Чарльзом Биглоу и Крисом Холмсом (англ. Charles Bigelow, Kris Holmes) в 1993 году, и впервые поставлялся с операционной системой Microsoft Windows NT 3.1.
Шрифт предустановлен во все операционные системы начиная с Windows 98. Похожий шрифт с названием Lucida Grande также есть в Apple Mac OS X с добавленной поддержкой арабских и тайских символов.

## Кириллица в шрифте
К сожалению, несмотря на замечательные качества латинской и прочих версий шрифта Lucida Sans, его оригинальная кириллическая версия спроектирована гораздо слабее и, по-моему, фактически непригодна для набора сплошного текста.— Владимир Ефимов